# 屏203線
屏203線 靈山寺－蛤板，是位於台湾屏東縣的一條鄉道，北起屏東縣琉球鄉靈山寺前，南至屏東縣琉球鄉蛤板，全長3.532公里。2015年9月24日交通部公告解編該公路。

## 路線說明
全線均位於屏東縣琉球鄉內
- 靈山寺（起點， 屏202線岔路）→ 民族路 → 本福（ 屏204線岔路） → 中興路 → 大福（ 屏204線岔路） → 蛤板（終點， 屏202線）

## 歷史沿革
本線以上杉路為界，北段在1966年即編成（本福－上福線，2.530公里），起點位於今日之中山路250號前，末端一小部分改為今 屏204線，南段當時非公路系統。1976年將路線改道。此公路已於2015年9月24日交通部公告解編。

## 沿線地標、設施
- 靈山寺

## 連接公路
- 屏202線
- 屏204線